# Паркент
Паркент (узб. Parkent) —  місто, яке отримало статус міста в 1984 році, розташоване в Ташкентській області Узбекистану, приблизно за 47 кілометрів на північний схід від Ташкента. Воно є адміністративним центром Паркентського району (туману). Станом на 1991 рік, населення міста становило 34 тисячі осіб. У Паркенті функціонують підприємства легкої (текстильна, швейна) та харчової промисловості, що сприяє економічному розвитку регіону.

## Визначні місця
Поруч із містом розташовано кілька будинків відпочинку, таких як Кумишкан, Сумча та Сукок. Також неподалік Паркента знаходиться підрозділ Фізико-технічного інституту Академії наук Узбекистану, а також технічний комплекс — сонячний концентратор. Цей комплекс призначений для використання сконцентрованої енергії сонця, отриманої за допомогою спеціальних дзеркал, для різних прикладних цілей, зокрема для виготовлення тугоплавких сплавів та інших технологічних процесів.

## Цікаві події, пов'язані з містом
Влітку 1989 року в Паркенті відбулися міжнаціональні заворушення, які відображали соціальне напруження того часу. Нещодавно обраний перший секретар компартії Узбецької РСР, а згодом перший президент незалежного Узбекистану Іслам Карімов особисто звернувся до натовпу збуджених демонстрантів, закликавши їх розійтися.
| Узбекистан | Це незавершена стаття з географії Узбекистану. Ви можете допомогти проєкту, виправивши або дописавши її. |

1. ↑  Перепис населення СРСР 1989